# Joseph Haydn
Franz Joseph Haydn, född 31 mars 1732 i Rohrau, Niederösterreich, Österrike, död 31 maj 1809 i Wien, Österrike, var en österrikisk kompositör. Tillsammans med Wolfgang Amadeus Mozart och Ludwig van Beethoven är han den främsta företrädaren för wienklassicismen. Hans far Matthias Haydn var också musikalisk. Hans mor Maria Koller var kokerska. 
| ”                                                         | Det finns så få glada och förnöjda människor härnere, överallt förföljas de av sorger och bekymmer; ditt verk blir kanske en källa, ur vilken den sorgsne eller den av göromål nedtyngde mannen kan hämta vila och vederkvickelse för några ögonblick | „ |
| – Citat ur brev från den 70-årige Haydn till en beundrare | |   |

Man räknar med att Haydn komponerade inte mindre än 108 symfonier, 68 stråkkvartetter, 13 pianokonserter, 3–7 violinkonserter, cirka 30 pianotrior, 52 pianosonater, 13 operor, 13 kantater och oratorier och 12 mässor.
Haydn räknas till den klassiska sonatens förste fulländare och nydanare. Många av hans tidigare kompositioner är experiment inom den tidiga sonatformen medan hans mogna alster är i det närmaste formfulländade, exempelvis C-dursonaten (Den engelska) och hans allra sista sonat, den i Ess-dur.
Bland hans mest spelade verk hör de tolv sista symfonierna, de så kallade Londonsymfonierna, komponerade mellan 1791 och 1795. En berömd violinst och impressario (Salomon) erbjöd Haydn både resa, logi och ett högt gage för att komponera symfonier för den stora orkester som fanns i London. 
Av dessa är nr 94 Symfonin med pukslaget (även kallad Pukslagssymfonin), nr 100 Militärsymfonin och nr 104 Londonsymfonin de oftast spelade. Men den komposition som i nutid nog kan anses som allra mest spelad är Gott erhalte Franz den Kaiser, färdig 1797 som blev Österrikes nationalsång fram till 1919 och som sedan 1922 är Tysklands nationalsång med texten: "Einigkeit und Recht und Freiheit".
Haydn var också verksam inom kyrkomusik och komponerade förutom oratoriet Skapelsen även mässor och orgelkonserter. 

## Biografi

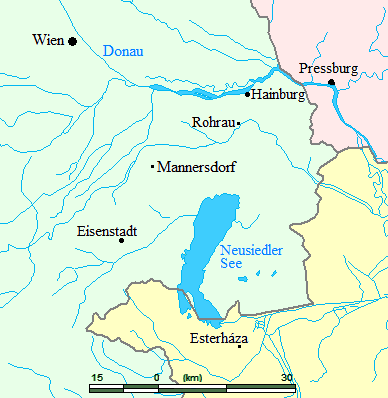
Området Haydn levde i

Joseph Haydn var son till en fattig vagnmakare och på grund av hans tidigt upptäckta musikaliska anlag fick han vid sex års ålder undervisning i sång och instrumentspel hos en släkting i Hainburg an der Donau. Ingen av hans föräldrar kunde läsa noter, men hans far var självlärd folkmusiker. Av Haydns memoarer framgår att han hade en mycket musikalisk barndom. Familjen sjöng och spelade ofta tillsammans, ibland tillsammans med sina grannar. 1740 upptäcktes hans sopranröst av kapellmästaren vid Stefanskyrkan i Wien, Georg von Reutter, och så blev Haydn korgosse. Han utbildades även i klaver och violin. Under tiden började Haydn med kompositioner. Vid målbrottet fick han inte stanna kvar och gav därför lektioner och deltog i olika musikgrupper för att tjäna pengar. Han var också lärling hos den italienske kompositören Nicola Antonio Porpora och fick där musikalisk undervisning.
Haydns musik vann efter hand spridning som pianosonater i manuskript. Efter en lyckad debut som kammarmusikkompositör med den första stråkkvartetten, skriven 1755 på begäran av godsägaren von Fürnberg, fick han genom Fürnberg 1759 en musikdirektörsplats på greve Morzins lantegendom Lukawetz nära Plzeň. Här skrev Haydn samma år sin första symfoni.
1761 upplöste greve Morzin sitt kapell, och Joseph Haydn anställdes som 2:e kapellmästare hos furst Esterhazy i Eisenstadt. 1766 blev han 1:e kapellmästare, från 1769 på slottet Esterház, där Haydn sedan verkade fram till 1790 då även detta kapell upplöstes. Det var där samt på slottet Esterházy, furstens luxuösa sommarresidens, som Haydn under en ansträngd verksamhet i nära 30 års tid skrev nästan alla sina operor, de flesta arior och sånger samt musik för furstens marionett-teater. 1760 gifte sig Haydn med Maria Anna Keller men deras äktenskap var inte så lyckligt. Sedan 11 februari 1785 var Haydn medlem i frimurarföreningen Zur wahren Eintracht. Efter furste Nikolaus död 1790 blev Haydn självständig.
Med den tyske violinisten Johann Peter Salomon som impressario reste han till England två gånger, 1790-92 och 1794-95, och fick för första gången se reaktionen på sina kompositioner. Han föranstaltade abonnemangskonserter där han dirigerade sex av sina egna nya symfonier, konserter som vann mycket beröm. Haydn blev 8 juli 1791 hedersdoktor i Oxford och bosatte sig senare i Wien. Där var han lärare åt bland annat Beethoven och nära vän med Mozart. Joseph Haydn fick flera utmärkelser, bland annat blev han 1804 hedersborgare i Wien och 1798 ledamot av Kungliga Musikaliska Akademien i Stockholm.
Han kom även på 1790-talet, efter sin återkomst från sin första englandsresa, att antas till kapellmästare för ett av Nikolaus son Anton Esterházy återupprättat kapell.
Haydn dog 1809 av ålderssvaghet just när en fransk armé under Napoleon I invaderade Wien. Hans sista ord lär ha varit ett lugnande meddelande till sitt tjänstefolk. Haydn begravdes först på kyrkogården i stadsdelen Meidling i Wien (idag Haydnpark), men hans kvarlevor flyttades 1820 till Haydnkyrkan i Eisenstadt.

## Eftermäle
Nedslagskratern Haydn på planeten Merkurius och asteroiden 3941 Haydn är uppkallade efter honom.

## Verk
Se Verklista för Joseph Haydn